# Cigarettænder
|  | Denne artikel omhandler cigarettændere monteret i biler. For cigarettændere (lightere) til husholdningsbrug, se Lighter. |
En cigarettænder eller cigartænder er en anordning, som hovedsageligt er monteret i en bil og bruges til at tænde cigaretter og andre tobaksvarer.
Den består af en stikdåse, som også kan benyttes til tilbehør, og af selve cigarettænderen (indsatsen), som sidder i stikdåsen. Ved at trykke på en knap på bagsiden af cigarettænderen bliver en metalspiral opvarmet ved hjælp af el, så den bagefter gløder og kan anvendes til at tænde en cigaret.
Cigarettænderen kan i mange tilfælde også fungere som 12V-strømkilde i bilen. Navigationssystemer, opladere til mobiltelefoner og desuden apparater som f.eks. ventilatorer kan strømforsynes fra cigarettænderen. Nyere biler har ofte en såkaldt ikke-ryger-pakke, hvor der i stedet for cigarettænderen er monteret en stikdåse, hvis mål svarer til cigarettænderen og tjener til, at stikdåsen stadigvæk kan bruges til disse elektroniske apparater.
I mange biler er der, f.eks. gennem højere udstyrsniveauer eller generelt i biler i de højere klasser, også monteret sådanne stikdåser i bagagerummet eller foran bagsædet til tilslutning af f.eks. elektriske kølebokse eller underholdningselektronik.
Pluspolen sidder i spidsen af stikket, mens huset (eller kontakterne på siden) er forbundet med bilens stel.